# Teredinidae
Teredinidae es una familia de moluscos bivalvos marinos, cuyos miembros viven en la madera sumergida. Sus cuerpos son vermiformes y sus valvas están reducidas. 
Teredo navalis, la broma, es la especie más conocida, debido a que causa daños en las embarcaciones y las estructuras de madera.

## Descripción
Los miembros de esta familia poseen un cuerpo vermiforme, con un par de valvas de pequeño tamaño, que han perdido la función de protección. situadas en un extremo. En el otro tienen dos sifones por los que circula el agua, impulsada por los ctenidios. De ella filtran las partículas alimenticias y extraen el oxígeno para respirar. 
Taladra la madera sumergida, consiguiendo digerir la celulosa gracias a un órgano especializado llamado la glándula de Deshayes, que alberga bacterias adecuadas para la tarea.
El cuerpo del teredo es elongado y vermiforme, formando un tubo calcáreo que se abre al exterior a través de un pequeño orificio en la madera, difícil de identificar, el cual es usado para la entrada inicial del animal en la madera. Durante la vida del animal, el orificio permanece abierto, permitiendo la salida de agua, excrementos y de los elementos reproductores a través de dos sifones, y también es usado como entrada de plancton para la alimentación. Esta abertura puede ser cerrada por dos paletas calcáreas, localizadas lateralmente a los sifones y accionadas por fuertes músculos, impidiendo la entrada de partículas o de animales indeseables. Por medio de contracciones del músculo aductor, la broma hace que los dentículos de la región anterior de la concha raspen la madera, retirando partículas que sirven de alimento, siendo su "gusto" por la madera, variable, de acuerdo con el género al que pertenezca.

## Géneros
- Bankia Gray, 1842
- Lyrodus Binney, 1870
- Nausitora Wright, 1884
- Nototeredo Bartsch, 1923
- Psiloteredo Bartsch, 1922
- Spathoteredo Moll, 1928
- Teredo Linnaeus, 1758
- Teredora Bartsch, 1921
- Teredothyra Bartsch, 1921